# Антракија
Антракија (грч. Ανθρακιά) је насељено место у општини Гребен у периферији Западна Македонија, Грчка. Према попису из 2021. године био је 51 становник.
Антракија је 1913. године имала 130 житеља Грка. Село се раније звало Манаш.